# Le Livre d'or de la science-fiction : Brian Aldiss
Le Livre d'or de la science-fiction : Brian Aldiss est une anthologie de onze nouvelles de science-fiction, toutes écrites par Brian Aldiss et rassemblées par Maxim Jakubowski  (ISBN 978-2-266-01210-2).
L'anthologie fait partie de la série Le Livre d'or de la science-fiction, consacrée à de nombreux écrivains célèbres ayant écrit des œuvres de science-fiction.
Elle ne correspond pas à un recueil qui serait déjà paru aux États-Unis ; il s'agit d'un recueil inédit de nouvelles, édité pour le public francophone, et notamment les lecteurs français.
L'anthologie a été publiée en novembre 1982 aux éditions Presses Pocket dans la collection Science-fiction, no 5150. L'image de couverture a été réalisée par Marcel Laverdet.

## Préface
- « Une œuvre en devenir » : préface de  Maxim Jakubowski.

## Liste et résumés des nouvelles

### Judas dansait
- Titre original : Judas danced.
- Publication : 1958
- Situation dans l'anthologie :
- Résumé :
- Liens externes :

### Homme sur pont
- Titre original : Man on bridge.
- Publication : 1964
- Situation dans l'anthologie :
- Résumé :
- Liens externes :

### Un homme dans son temps
- Titre original : Man in his Time.
- Publication : avril 1965 dans le magazine Science Fantasy.
- Place dans l’anthologie :
- Résumé : De retour d'une mission spatiale sur Mars, Jack Westermack revient… différent. En effet, il vit désormais trois minutes et vingt secondes dans le futur. La communication est devenue extrêmement difficile avec lui, puisqu'il répond à des questions qui ne lui ont pas encore été posées, et qu'il agit, raisonne et parle en fonction de ce qu'il fera 200 secondes plus tard. Un véritable mur se construit entre lui et son entourage…
- Remarque : la nouvelle a été également publiée en français dans l'anthologie Histoires paradoxales (1984).
- Liens externes :
  - Fiche sur iSFdb
  - « Fiche » sur le site NooSFere

### Trajectoires immobiles
- Titre original : Still trajectories.
- Publication : 1967
- Situation dans l'anthologie :
- Résumé :
- Liens externes :

### Le Théorème du firmament
- Titre original : The Firmament Theorem.
- Publication : 1969
- Situation dans l'anthologie :
- Résumé :
- Liens externes :

### Si loin de Prague
- Titre original : So far from Prague.
- Publication : 1969
- Situation dans l'anthologie :
- Résumé :
- Liens externes :

### Sobres bruits du matin dans une contrée marginale
- Titre original : Sober noises of morning in a marginal land.
- Publication : 1971
- Situation dans l'anthologie :
- Résumé :
- Liens externes :

### Un vaisseau cher et délicat
- Titre original : The expensive delicate ship.
- Publication : 1973
- Situation dans l'anthologie :
- Résumé :
- Liens externes :

### Un dollar ça vaut combien?
- Titre original : What You Get for a Dollar.
- Publication : 1975
- Situation dans l'anthologie :
- Résumé :
- Liens externes :

### Voyage au cœur du rêve
- Titre original : Journey to the heartland.
- Publication : 1976
- Situation dans l'anthologie :
- Résumé :
- Liens externes :

### Une optique chinoise
- Titre original : A Chinese perspective.
- Publication : 1978
- Situation dans l'anthologie :
- Résumé :
- Liens externes :